# Källe Westerlund
Källe Westerlund   (Hèlsinki, 22 de setembre de 1897 - Hèlsinki, 11 de febrer de 1972) va ser un lluitador finlandès, especialista en lluita grecoromana, que va competir durant la dècada de 1920. Era germà dels també lluitadors Emil i Edvard Westerlund.
El 1924 va prendre part en els Jocs Olímpics de París, on va guanyar la medalla de bronze en la competició del pes lleuger del programa de lluita grecoromana.